# 6180 Bystritskaya
6180 Bystritskaya (1986 PX4) là một tiểu hành tinh vành đai chính được phát hiện ngày 8 tháng 8 năm 1986 bởi L. I. Chernykh ở Đài vật lý thiên văn Crimean.